# Phil Monroe
Philip Monroe, detto Phil (Long Beach, 31 ottobre 1916 – Los Angeles, 13 luglio 1988), è stato un animatore statunitense, noto per aver lavorato alla Warner Bros. Cartoons sotto la supervisione di Chuck Jones.

## Biografia
Monroe iniziò a lavorare alla Leon Schlesinger Productions (la società in seguito conosciuta come Warner Bros. Cartoons) nel giugno del 1934. Inizialmente era solo un intercalatore. All'epoca lo studio era organizzato abbastanza vagamente da consentire opportunità di rapido avanzamento per giovani intercalatori ambiziosi, come Monroe. Secondo una successiva intervista a Monroe, "alcuni ragazzi" si accontentavano di essere "intercalatori per tutta la vita", mentre altri cercavano opportunità per fare qualcos'altro e scalare la gerarchia dello studio. Lo stesso Monroe riuscì a fare amicizia con l'animatore Robert McKimson e per un po' fu il suo intercalatore, ma fu presto promosso a suo assistente. Alla fine del 1935, Monroe era stato nuovamente promosso e aveva iniziato a lavorare come animatore a pieno titolo.
Successivamente Monroe divenne uno degli animatori prediletti da Chuck Jones, insieme a Ken Harris, Ben Washam e Abe Levitow. Nel 1951 lasciò la Warner per la UPA, lavorando sotto la supervisione di John Hubley e Pete Burness. In seguito lasciò la UPA per lavorare come libero professionista, e nel 1959 tornò alla Warner per dirigere il loro dipartimento commerciale, dove diresse spot pubblicitari con Charlie il tonno. Tornò poi nel dipartimento di intrattenimento per terminare di dirigere due cortometraggi (Battuta di... faccia e Tutto finì alle cinque) con l'unità di Chuck Jones dopo che quest'ultimo era stato licenziato. Nel 1962, prevedendo che lo studio sarebbe stato chiuso a breve, Monroe trovò lavoro come disegnatore presso la Leo Burnett. Nel 1976 tornò a lavorare per Jones nella sua società, la Chuck Jones Enterprises, e in seguito per la Warner Bros. Animation; il suo ultimo lavoro fu sul film Daffy Duck e l'isola fantastica (1983). Agli Annie Award del 1985 fu premiato con il Winsor McCay Award.
Phil Monroe morì in un ospedale di Los Angeles il 13 luglio 1988, all'età di 71 anni, per un tumore del pancreas.